# 庄屋

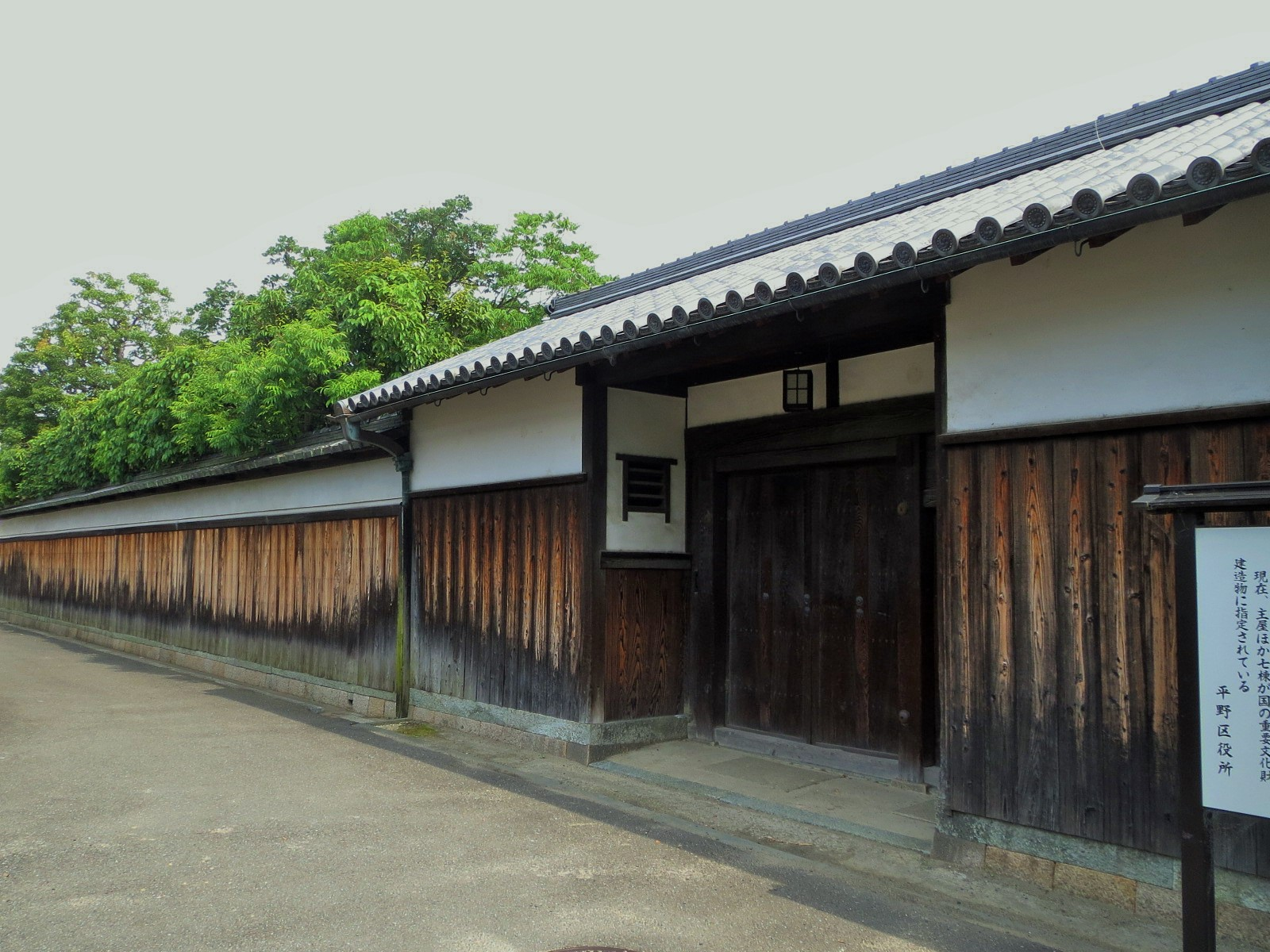
江戸時代を通じて河内国渋川郡鞍作村の庄屋を務め、周囲10か村の庄屋総代も務めた豪農・奥田家の住宅（大阪市）

庄屋（しょうや）・名主（なぬし）・肝煎（きもいり）は、江戸時代の村役人である地方三役の一つ、郡代・代官のもとで村政を担当した村の首長。いずれも中世からの伝統を引く語で、庄屋は「荘（庄）園の屋敷」、名主は「中世の名主 (みょうしゅ)」からきた語とされている。概して、庄屋は関西で、名主は関東で、肝煎は東北・北陸で用いられる。庄屋の多くは、武士よりも経済的に裕福で、広い屋敷に住み、広大な農地を保有し、また、文書の作成に携わるという仕事柄、村を代表する知識人でもあった。江戸時代に庄屋を務めた家系は、もともと名門家系だったことが多く、戦国武将の有力な家臣が、江戸時代に入って庄屋となったケースは、かなり見られる。

## 概要
大名は10万石以上になるとトップクラス（「大大名の石高」参照）であるが、それよりも裕福であった大庄屋もいたと伝えられている。有力家による世襲が多く、庄屋の呼称は関西、北陸に多く、関東では名主というが、肝煎というところもある。東北地方ではもっぱら肝煎という（「肝入」と書くことも多い）。城下町などの町にも町名主（まちなぬし）がおり、町奉行、また町年寄（まちどしより）のもとで町政を担当した。身分は町人。町名主の職名は地方・城下町によってさまざまである。（都市別職名は地方城下町の名主を参照。）

## 村の庄屋・名主

### 機能

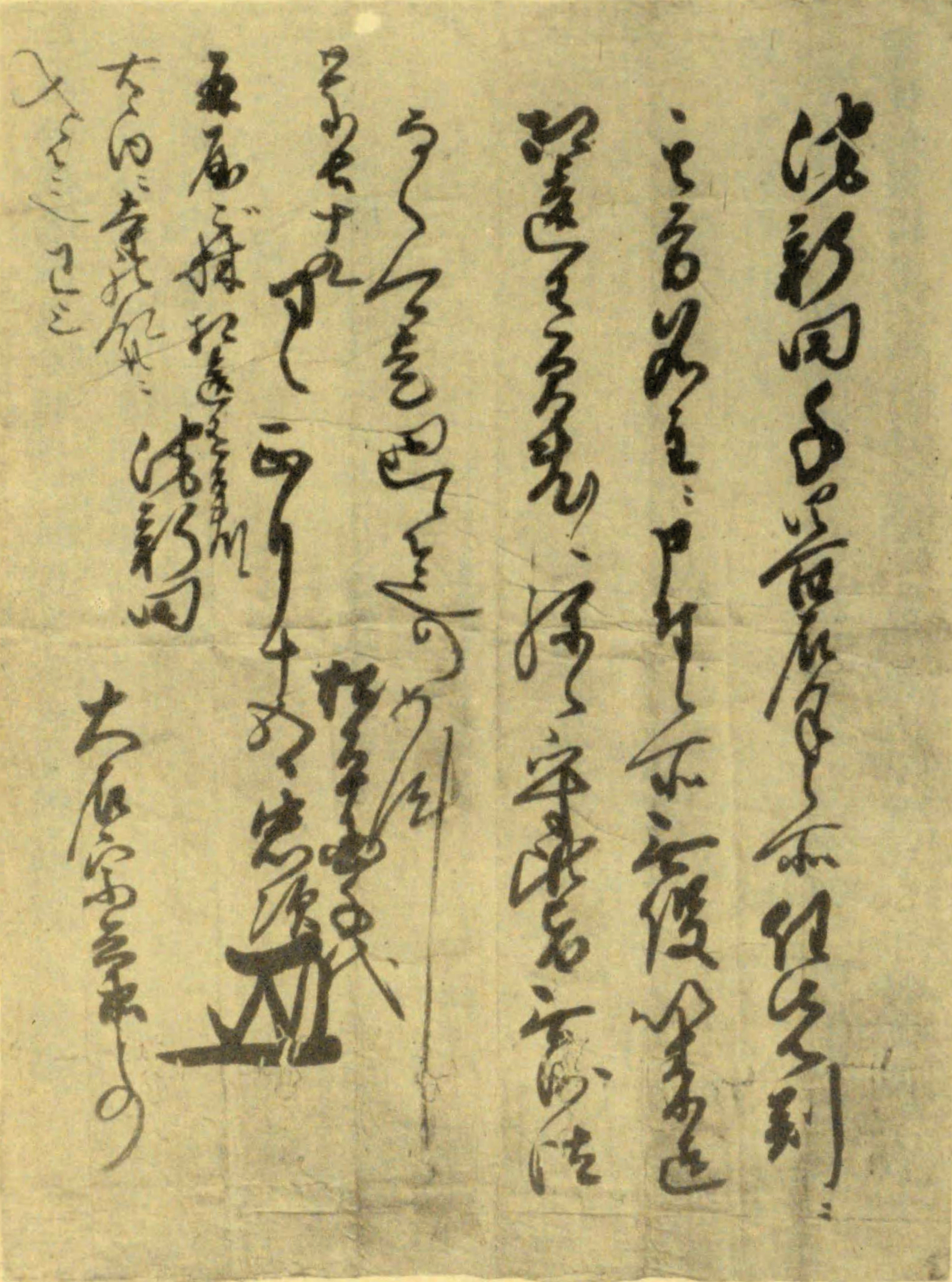
横須賀藩主大須賀忠次が大石宗兵衛を遠江国城飼郡池新田の名主に任じる判物（『松平忠次判物』慶長19年1月15日、個人蔵）。「其方名主ニ申付候𫝂。」と記されている

村請制村落の下で年貢諸役や行政的な業務を村請する下請けなどを中心に、村民の法令遵守・上意下達・人別支配・土地の管理などの支配に関わる諸業務を下請けした。社会の支配機構の末端機関に奉仕する立場上、年貢の減免など、村民の請願を奉上する御役目もあった。このような村民側に位置する機能を「惣代機能」と呼ぶ。このように支配階級の末端としての面と被支配階級の代表者としての面を共に持つのが庄屋であり、かかる蝙蝠的性格が近世を通じて庄屋・名主の立場を曖昧なものとし、その社会的機能を不明朗なものとした。
用水路など土木工事を発注し監督もした。
庄屋の身分は百姓であったが、地元の有力な豪農が多く、地侍など戦国大名の家臣だった者も少なくない。したがって初期の庄屋には勝手気ままな振る舞いをすることがあり、村方騒動のなかには庄屋の年貢・村入用不正や村民に対する私的夫役を原因としたものが多い。しかし庄屋の私的権力は領主によって規制され、その力には一定の制約があった。基本的に豪農・富農・大地主など、村の有力者が庄屋となった。近世後期に至り領主権力が弱体化すると、幕藩領主は庄屋・名主の惣代機能を否定しようと試みるが、「取締役」などの新たな役職を設置する場合があり、近世を通じて庄屋・名主の惣代機能を払拭することはできず、明治政府の課題として持ち越されることになった。
身分としては百姓ではあるものの、一般農民よりは一段高い階層に属し、その屋敷に門を構えたり、母屋に式台を設けることができ、着衣や履物にも特例が許されていた（絹物や雪駄の着用）。日常業務を自宅で行い、庄屋宅には組頭等の村役人が集まり、年貢・村入用の割当てをしたり、領主から命ぜられる諸帳簿や、村より領主への願書類等の作成に当った。
また領主からの触書、廻状類は、それを帳面に書き写したうえで、原文を定使に命じて隣村へ持って行かせた。ほとんどの公文書には庄屋の署名・捺印が必要とされ、村人相互の土地移動（主として質地）にも庄屋の証印が必要とする場合が多く、それゆえ最低限の読み書き算盤の能力が必要だった。
蝦夷地（北海道や樺太および北方領土）では、「惣乙名」（ソーオッテナ）や「脇乙名」（ワキオッテナ）の役職にある蝦夷（アイヌ）の有力者が、藩や奉行の掟書きを住民に伝達したり、住民や労働力を把握し宗門人別改帳の作成や夫役（漁場労働等）への動員に当たった。彼らは公の場で陣羽織や小袖などを着用し、また、松浦武四郎の著作物には自宅にアイヌ刀を所持していた記述も見える。幕末になると惣乙名は庄屋に、脇乙名は惣名主、乙名は名主にそれぞれ改称されている。

### 選出方法と役給
庄屋・名主の選出方法は、個々の村々の慣習に委ねられることが多い。(1)代々同じ家が就任する世襲名主制、(2)一年ごとに交代する年番名主制、(3)その中間型（世襲ではないがある者が複数年務める形）の3つがあった。また、庄屋・名主の選出には、村民による「入札」（いれふだ）と呼ばれる選挙が実施される場合、そのあり方は、地域差があるばかりではなく、同じ地域内でも村ごとに多様である。
役職を務めることによって得られる役給は、(1)領主から支給される場合、(2)「村入用」と呼ばれる村の財政から支給される場合、(3)「役給田」などと決められた土地が支給される場合の3つがあった。そのあり方は、地域差があるばかりではなく、同じ地域内でも村ごとに多様である。
蝦夷地（北海道や樺太および北方領土）では、松前藩や箱館奉行の行う撫育政策・オムシャで蝦夷（アイヌ）の有力者の任免や役料（扶持米等）の下賜がなされた。

### 大庄屋
また、庄屋・名主と異なり、数か村から10数か村の範囲を管轄する大庄屋という役職が置かれた場合もある。なお地域によって呼称は多様であり、大名主・割元・大肝煎・十村・郷頭・割番庄屋などとも呼ばれた。蝦夷地（北海道や樺太および北方領土）に関する資料では「惣乙名（庄屋）」や「脇乙名（惣名主）」が見られる。

## 町の庄屋・名主

### 江戸の名主
江戸の町の本来の構成員は家持＝町人であり、名主はその町の代表者であった。しかし、江戸では家持層が早くから不在となる場合が多く、17世紀末には町の名主は姿を消してしまう。町の名主に代わり、家持の代理人＝家守（やもり）の代表である月行事（がちぎょうじ）が町を代表するようになる。
江戸の町名主には町が町奉行支配区域である御町中になった時代により、次の4つの区分があったという。
1. 草分名主：慶長年間の町割により町となったか、または天正以前からあった村が御町中に編入されたものの名主。
2. 古町名主：正徳3年以前に移管によって代官支配から町奉行支配になった町の名主。
3. 平名主：正徳3年以降に移管によって代官支配から町奉行支配になった新市街の名主。これらの町をそれ以前の町に対して「新町」という。
4. 門前名主：寺社奉行から町奉行へ移管した町の名主。

### 地方城下町の名主
- 町年寄（大坂など）
- 年寄（姫路など）
- 名主年寄（岡山など）
- 肝入（金沢など）
- 検断・肝煎（仙台など）
- 検断（会津若松など）
- 検断頭・検断（盛岡など）
- 町代（名古屋・犬山・長岡など）
- 庄屋（岡崎・飯田など）
- 丁頭（駿府など）
- 雑色（京都など）

## 家屋
一般の農家より大きく、現在に残っている庄屋､大庄屋屋敷は、主屋・長屋門などに歴史的価値のあるものが多い。※説明中の「重要文化財」は国の重要文化財を指す。
- 門脇家住宅（鳥取県西伯郡大山町・門脇家住宅）

母屋は重要文化財。学習院大学名誉教授､門脇卓爾の実家。
- 庄司家住宅（鳥取県境港市・庄司家住宅）

女優の司葉子は分家出身。
- 深田家住宅（鳥取県米子市・深田氏庭園）

国の名勝。隠岐に配流された後醍醐天皇を迎えるために造った庭園。
- 三森家住宅（栃木県那須郡那須町・三森家住宅）

重要文化財。那須与一と縁がある。
- 大鐘家住宅「花庄屋」（静岡県牧之原市・遠江大鐘屋敷）

重要文化財。
- 中家住宅（大阪府熊取町・中家住宅）

重要文化財。
- 旧入江家住宅（兵庫県高砂市・旧入江家住宅）

県の指定重要有形文化財。
- 永富家住宅（兵庫県たつの市・永富家住宅）

重要文化財。元鹿島建設会長鹿島守之助の生家。
- 三木家住宅（兵庫県神崎郡福崎町・三木家住宅）

重要文化財。
- 目黒家住宅（新潟県魚沼市・目黒家住宅）

重要文化財。
- 上時国家住宅（かみときくにけじゅうたく）（石川県輪島市・上時国家住宅）

重要文化財。主屋ほか2棟。平安時代末期の貴族平時忠の子、時国の末裔とされる。
- 旧仙洞御料庄屋　西尾家住宅（大阪府吹田市・西尾家住宅）

重要文化財。貴志康一、母方の実家。
- 旧笹川家住宅（新潟県新潟市南区・旧笹川家住宅）

重要文化財。
- 旧黒澤家住宅（群馬県上野村・旧黒澤家住宅）

重要文化財。
- 西江邸（岡山県高梁市吹屋ふるさと村・西江家住宅）

国の登録有形文化財。
- 中井家住宅（奈良県御所市御所町・中井家住宅）

国の登録有形文化財。
- 塩畑家住宅（茨城県・笠間市）

県登録有形文化財、宍戸陣屋。
- 今野家住宅（宮城県多賀城市・今野家住宅）

県の指定有形文化財。石巻市北上町橋浦から東北歴史博物館に隣接した土地に移築された。

## その他
- 他藩と違って薩摩藩では「門割（かどわり）」という制度があり、庄屋の役割を農民ではなく、武士が務めた[15]。